# Rafína-Pikérmi
Rafína-Pikérmi (grec moderne : Ραφήνα-Πικέρμι) est un dème situé dans le district régional de l’Attique de l'Est dans la périphérie de l’Attique en Grèce. La municipalité de Rafína-Pikérmi a été créée en 2011 par la fusion des dèmes de Pikérmi et de Rafína, devenus des districts municipaux.

## Lieux et monuments
Pikérmi est surtout connu pour ses gisements fossilifères du Miocène qui ont fourni de très nombreux spécimens dont Hippotherium et Helladotherium, ceci dès le XIXe siècle.

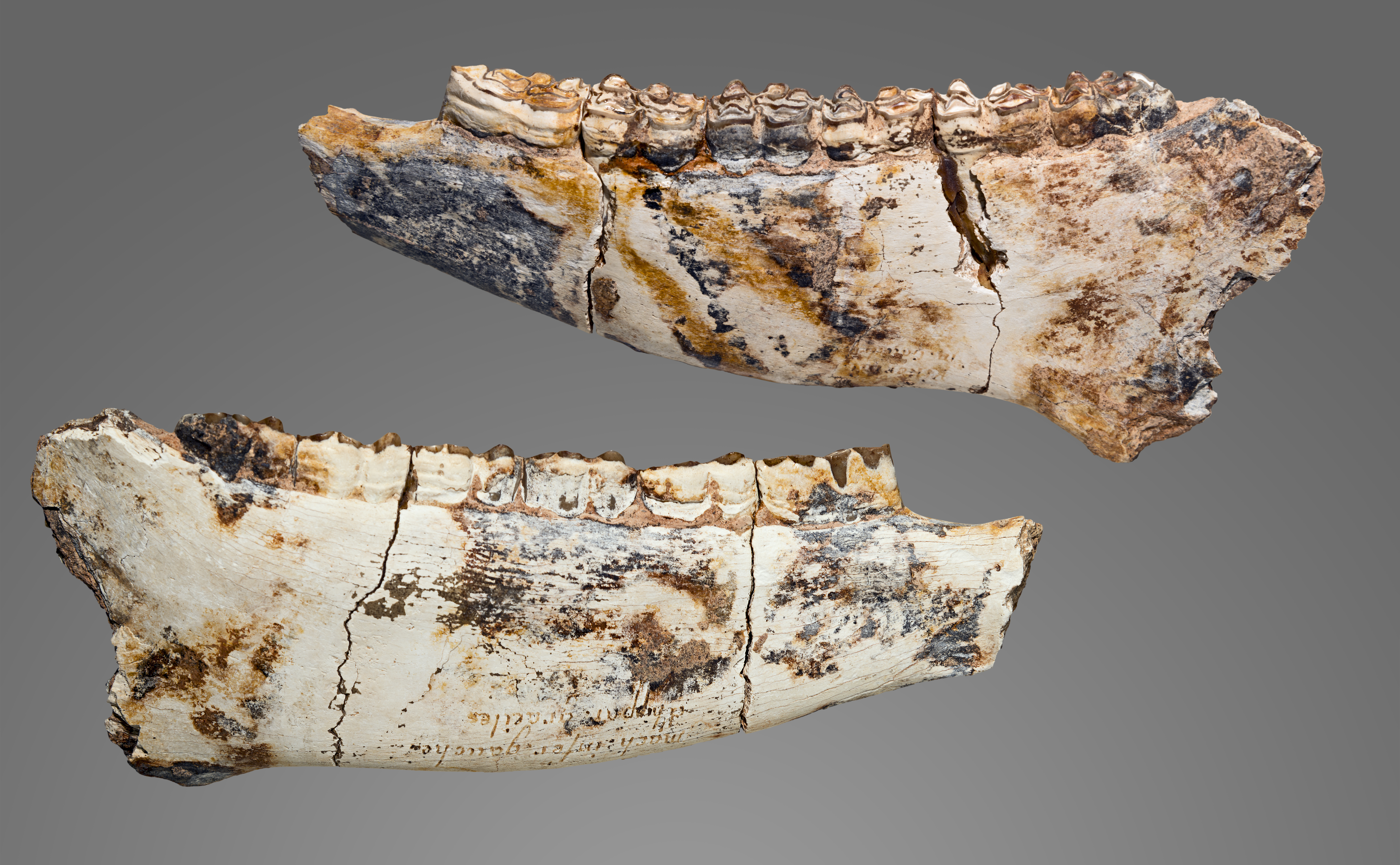
Hippotherium gracile mandibule MHNT
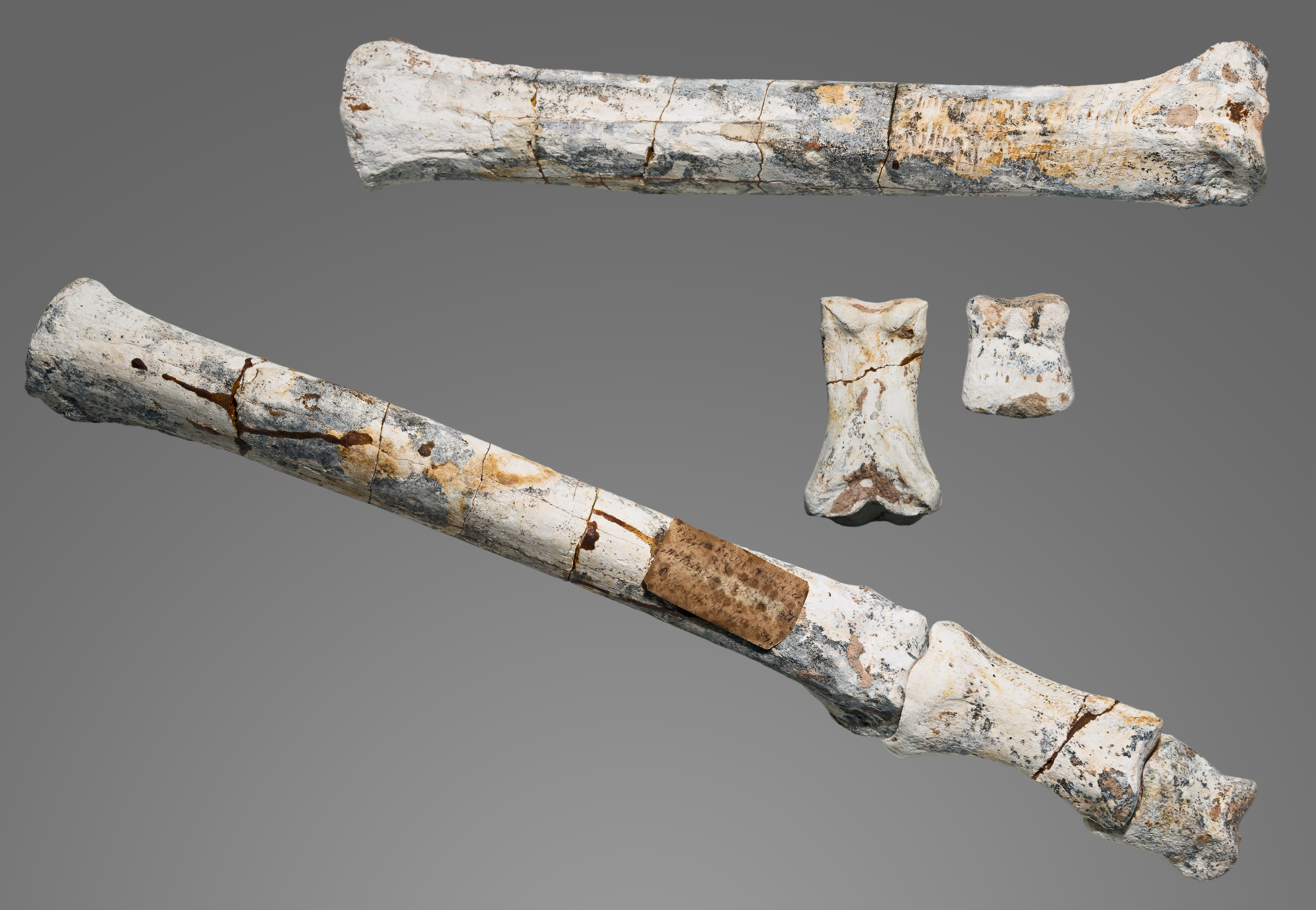
Hippotherium gracile métapode MHNT
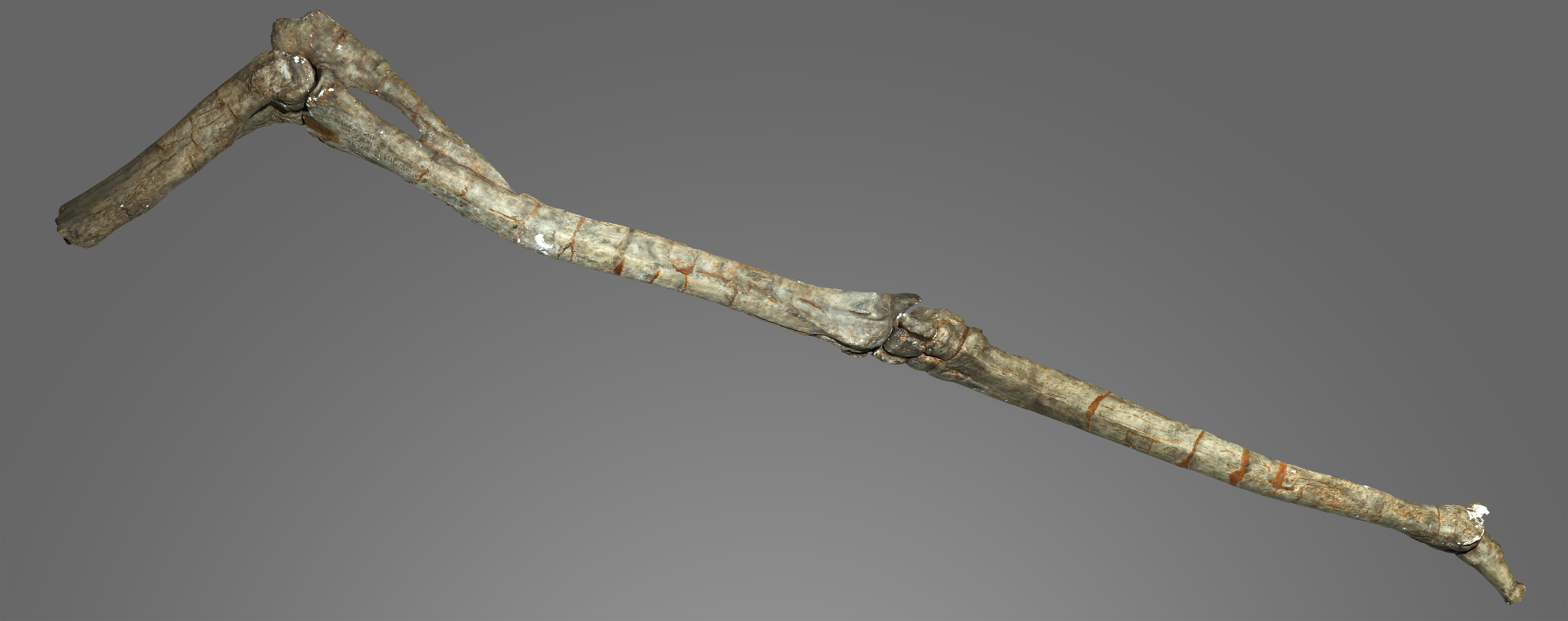
Helladotherium duvernoy MHNT.

## Galerie

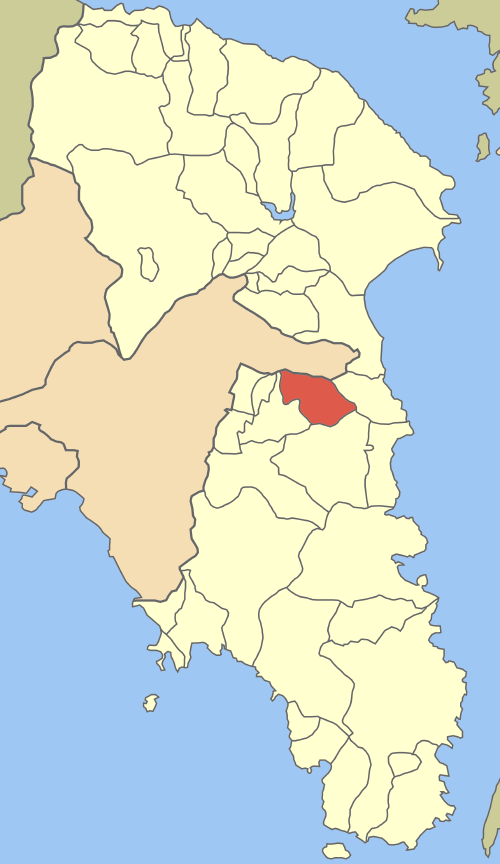
Le district municipal de Pikérmi
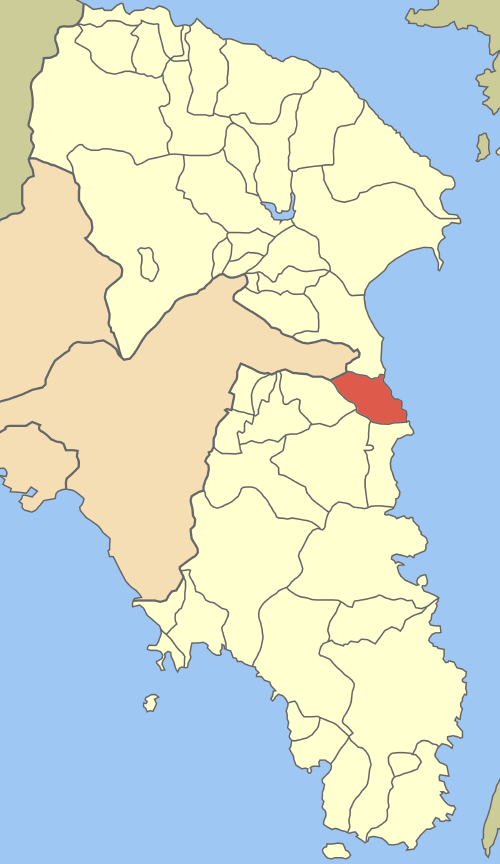
Le district municipal de Rafína
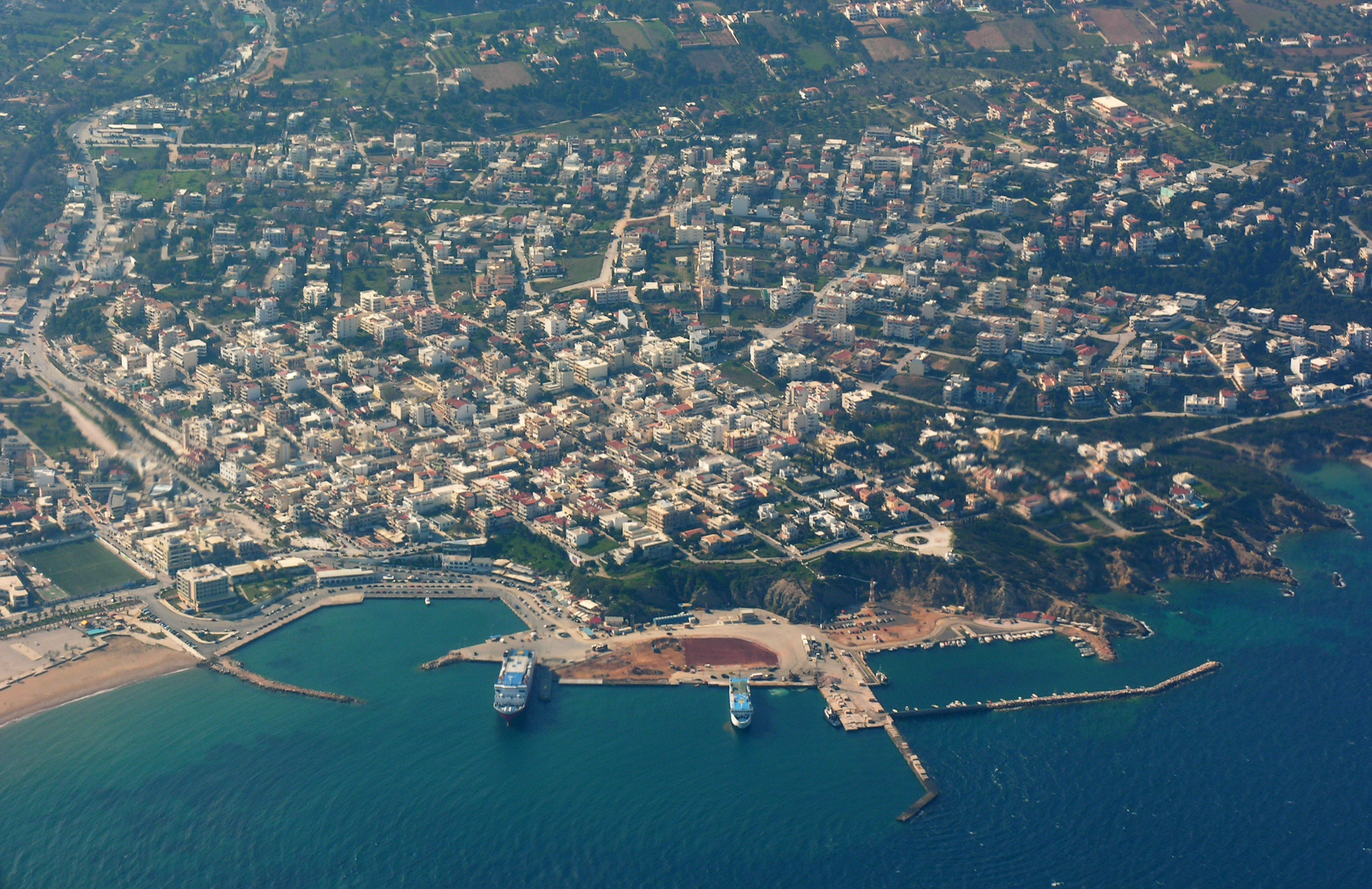
Le port de Rafína, départ de certains ferries pour les îles